# Shaheen Asmayee Football Club
Shaheen Asmayee Football Club (شاهین اسیمی فوټبال کلب en pastún, باشگاه فوتبال شاهین آسمی en persa) es un equipo de fútbol de Afganistán. Juegan en la Liga Premier de Afganistán.

## Historia
El 1 de agosto de 2012, fue creado el club en la ciudad de Kabul debido a la creación de la nueva Liga Premier de Afganistán. Sus jugadores fueron elegidos por el programa afgano Maidan-e-Sabz (Campo Verde). En la primera temporada de la liga, terminó tercero del grupo A, quedando eliminado.
Para la temporada 2013, el club terminó primero de su grupo, ganando los 3 partidos. En las semifinales, ganó por 5-0 en el global al Toofaan Harirod, por lo que accedió a la final. El 11 de octubre de 2013, el Shaheen Asmayee venció por 3-1 al Simorgh Alborz, consagrándose campeón por primera vez de la liga afgana.
En la temporada 2014, el equipo de Kabul finalizó segundo de su grupo. En semifinales, venció por 4-1 al De Spin Ghar Bazan. En la final, venció por 3-2 al Oqaban Hindukush, consiguiendo su segundo título en 3 temporadas.
Luego de lograr dos títulos consecutivos, en la temporada 2015, el Shaheen Asmayee avanzó a la semifinal como primera de grupo. Venció por 4-3 al Mawjhai Amu en semifinales, pero fue derrotado en la final por penaltis frente al De Spin Ghar Bazan.
En el año 2016, volvió a terminar en primer lugar de su grupo. Por la semifinal, enfrentó al Simorgh Alborz, donde en el global venció por 4-10 (en la ida goleó 8-1 y en la vuelta perdió 3-2). En la final, venció por 2-1 a De Maiwand Atalan, logrando su tercer título en la liga, y clasificándose a la Copa AFC.
En 2017, participa en la Copa AFC por ser campeón de liga, siendo el primer equipo afgano que clasifica a competiciones internacionales. Su primer paso internacional termina en la Ronda preliminar, al perder por 0-1 en el global frente al Khosilot de Tayikistán.

Por la Liga Premier de ese año, el Shaheen Asmayee volvió a terminar primero en su grupo. Por semifinales, volvió a enfrentar al Simorgh Alborz luego de golearlo la temporada pasada. El global terminó por 3-5 a favor del equipo de Kabul, por lo que accedió a la final, junto al De Maiwand Atalan. El 27 de octubre de 2017, venció por 4-3 en la prórroga al De Maiwand Atalan, por lo que salió campeón por cuarta vez en la historia de la competición.

## Datos del club
- Temporadas en Liga Premier: 6 (2012-actualidad).
- Mejor ubicación en Liga Premier: 1.º en cuatro ocasiones (2013, 2014, 2016 y 2017).
- Peor ubicación en Liga Premier: 5.º de 8, una vez (2012).
  - Partidos disputados: 33
  - Partidos ganados: 21
  - Partidos empatados: 4
  - Partidos perdidos: 8
  - Puntos sumados: 67
- Goles en Primera División:
  - Goles a favor: 73
  - Goles en contra: 39
- Récords en Liga Premier:
  - Mayor serie invicta: 4 partidos, desde el 6 de octubre de 2013 (Semifinal de la Liga Premier) hasta el 4 de septiembre de 2014 (2.ª fecha de la Liga Premier).
  - Mayor goleada a favor: 8-1 al Simorgh Alborz, en la Liga Premier 2016.
  - Mayor goleada en contra:

### Clasificación
| 2012 | Liga Premier | 5.º        | -        | -                |
| 2013 | Liga Premier | Campeón    | -        | -                |
| 2014 | Liga Premier | Campeón    | -        | -                |
| 2015 | Liga Premier | 2.º        | -        | -                |
| 2016 | Liga Premier | Campeón    | -        | -                |
| 2017 | Liga Premier | Campeón    | Copa AFC | Ronda preliminar |
| 2018 | Liga Premier | En disputa | -        | -                |